# Francesco Moro (politico 1948)
Francesco Moro (Arta Terme, 21 settembre 1948) è un politico italiano.

## Carriera politica
Nel 1996 è eletto al Senato della Repubblica per la Lega Nord. Ricopre il ruolo di Segretario del gruppo Lega Nord Padania al Senato della Repubblica dal 16 maggio 1996 al 26 maggio 1998. Dal 19 ottobre 1998 ricopre invece il ruolo di vicecapogruppo della Lega Nord al Senato fino alla conclusione della legislatura il 29 maggio 2001
Nella XIII legislatura inoltre è membro della Commissione Bilancio del Senato dal 30 maggio 1996 al 29 maggio 2001, membro Comitato parlamentare di controllo sull'attuazione ed il funzionamento della Convenzione di applicazione dell'Accordo di Schengen dal 16 ottobre 1996 al 21 gennaio 1998 (ricopre il ruolo di Segretario del Comitato dal 22 gennaio 1998 al 29 maggio 2001), membro Commissione parlamentare consultiva in materia di riforma fiscale ai sensi della legge 23 dicembre 1996, n. 662 dal 24 marzo 1997 al 29 maggio 2001 ed infine è membro Commissione parlamentare consultiva in ordine alla riforma del bilancio statale ai sensi della legge 3 aprile 1997, n. 94 da 9 maggio 1997 al 29 maggio 2001.
Viene rieletto Senatore nella XIV legislatura ricopre il ruolo di vicecapogruppo della Lega Nord al Senato dal 6 giugno 2001 al 12 giugno 2001 data da cui diviene capogruppo della Lega Nord al Senato della Repubblica incarico che manterra fino al 29 settembre 2004 quando gli subentra alla presidenza del gruppo Ettore Pirovano. Dal 30 settembre 2004 al 27 aprile 2006 Moro ricopre l'incarico di nuovo Vicepresidente del Senato della Repubblica subentrando al neo Ministro delle Riforme Roberto Calderoli.
Nella XIV legislatura Moro è membro della Commissione Bilancio del Senato dal 22 giugno 2001 al 27 aprile 2006 in sostituzione del Ministro della Giustizia Roberto Castelli mentre dal 1º ottobre 2004 al 27 aprile 2006 è membro della Commissione Finanze del Senato. Membro anche del Comitato parlamentare di controllo dell'Accordo di Schengen dal 15 novembre 2001 al 28 novembre 2001 tornando a ricoprire nuovamente l'incarico di Segretario del Comitato dal 29 novembre 2001 al 27 aprile 2009. Infine è membro del Comitato per le questioni degli italiani all'estero dal 20 febbraio 2003 al 27 aprile 2006.
Terminata la XIV legislatura Moro non si ricandida e si allontana dalla politica.